# Chorherrn
Chorherrn ist eine Ortschaft in der Marktgemeinde Tulbing im Bezirk Tulln in Niederösterreich.

## Lage
Das Grabendorf liegt am südlichen Rand des Tullnerfeldes am Hang des Frauenberges.

## Verbauung
Der Hauptplatz liegt an der Grenze zwischen ebenem Gelände und dem Anstieg zum Wienerwald. Die Ortschaft teilt sich in einen Unterort und einen Oberort mit einer kurvig angelegten Gasse auf ansteigendem Terrain.

## Geschichte
Der Ort wurde 1143/1147  erstmals urkundlich genannt. 1529 und 1683 wurde die Ortschaft während der Türkenkriege zerstört. 1590 gab es Schäden durch ein Erdbeben. 1860 und 1873 brannte der Ort nieder. Laut Adressbuch von Österreich waren im Jahr 1938 in der Ortsgemeinde Chorherrn ein Bäcker, ein Fleischer, ein Gastwirt, drei Gemischtwarenhändler, eine Maurermeister, eine Milchgenossenschaft, ein Schneider, ein Schuster, ein Tischler und drei Viktualienhändler ansässig.

## Kultur und Sehenswürdigkeiten

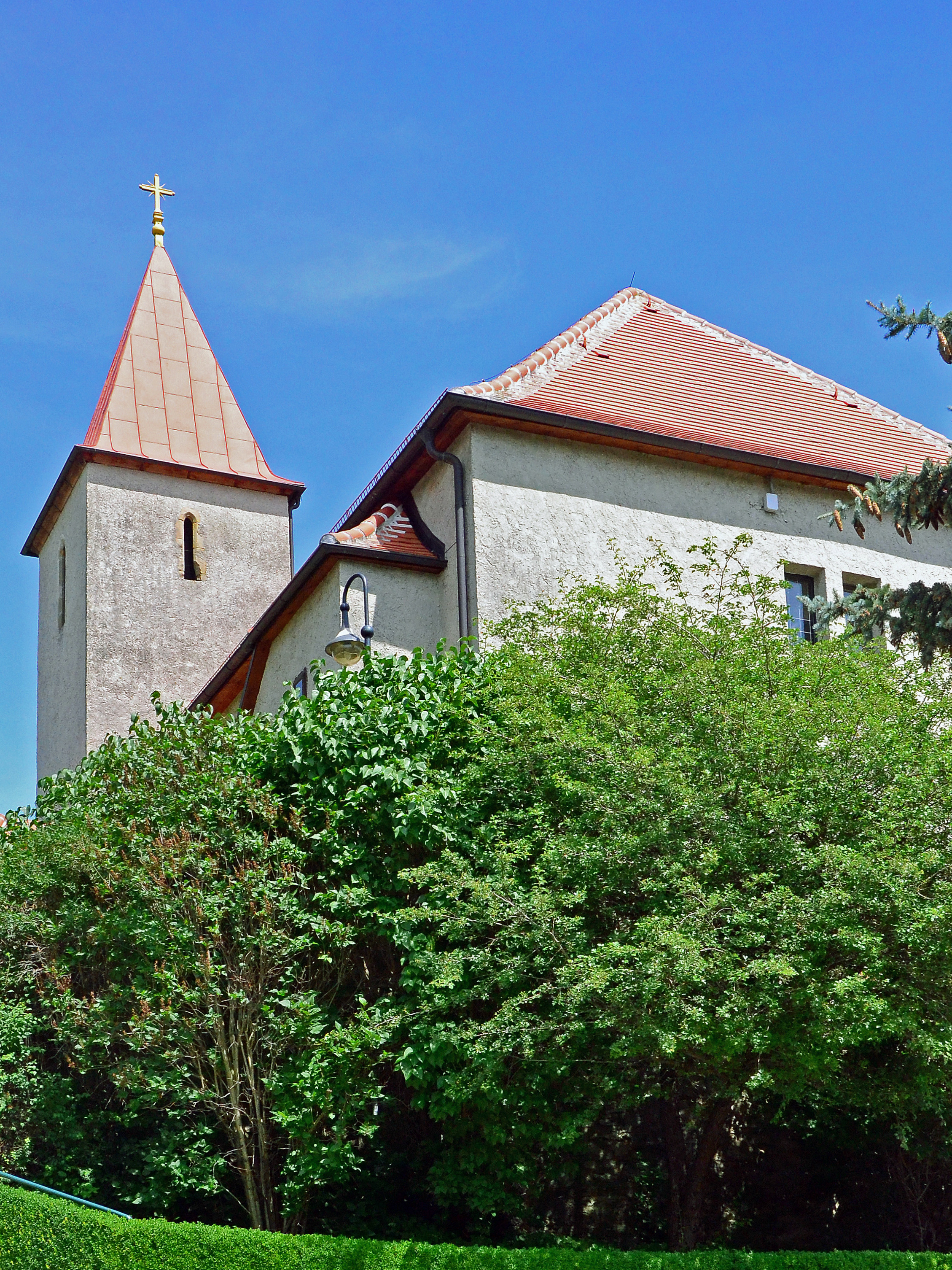
Pfarrkirche Chorherrn

- Katholische Pfarrkirche Chorherrn hl. Ägidius
- Pfeilerbildstock mit Nischenaufsatz auf dem Hauptplatz
- Kapellenbildstock an der Straße nach Wilfersdorf
- Wetterkreuz auf einer Anhöhe oberhalb des Ortes